# My Friends
My Friends è una ballata dei Red Hot Chili Peppers. Si tratta del secondo singolo estratto dal loro sesto album in studio, One Hot Minute, del 1995.

## La canzone
My Friends ha un testo introspettivo, che esplora la solitudine e il senso di vuoto a volte avvertiti dalle persone. Il vocalist Anthony Kiedis sottolinea anche che quelle persone, "ferite dal freddo", in realtà non sono sole e continuano ad essere amate. Alcune parti contengono inoltre riferimenti impliciti a quello che allora provava Kiedis, sull'allontanamento dal gruppo del chitarrista John Frusciante e sui suoi problemi di allora con la droga.

## Il video
Il surreale video per My Friends, diretto da Anton Corbijn, mostra il gruppo in varie incarnazioni su un piccolo scafo in mezzo ad acque instabili. Anthony Kiedis ha ammesso che per lui il clip non era tra i migliori ed era anche irrealistico. Per questa canzone c'è anche un secondo video, diretto da Gavin Bowden in studio di registrazione e presente nel DVD allegato al Greatest Hits dei Red Hot Chili Peppers.

## Curiosità
- My Friends è l'unica canzone tratta da One Hot Minute contenuta nel Greatest Hits del gruppo.

- Il ritornello fu usato come parte di un medley polka nel brano di "Weird Al" Yankovic The Alternative Polka, sul suo album Bad Hair Day.

## Tracce
CD1 (1995)
1. My Friends (Album)
2. Coffee Shop (Album)
3. Let's Make Evil (Previously Unreleased)
4. Stretch (Previously Unreleased)

CD2 (1995)
1. My Friends (Album)
2. Coffee Shop (Album)
3. Let's Make Evil (Previously Unreleased)

12" (1995)
1. My Friends (Album)
2. Coffee Shop (Album)
3. Let's Make Evil (Previously Unreleased)
4. Stretch (Previously Unreleased)